# Storia
„Storia“ (stylizováno jako „storia“) je pátý singl japonské hudební skupiny Kalafina. Byl vydán 13. července 2009 vydavatelstvím SME Records. Titulní skladba byla použita jako úvodní znělka historického dokumentu Rekiši hiwa Historia vysílaného na stanici NHK a později obsažena na kompilačním albu THE BEST “Blue”. Jedná se o první singl skupiny, který nefiguroval v anime. K dispozici byl ve dvou edicích; standardní edice obsahovala pouze CD, limitovaná edice obsahovala navíc DVD s videoklipem k titulní písni.

## Seznam skladeb
Hudbu složil(i) Juki Kadžiura. 
| Disk 1 (CD)    | Disk 1 (CD)             | Disk 1 (CD) |
| Pořadí         | Název                   | Délka       |
| -------------- | ----------------------- | ----------- |
| 1.             | storia                  | 3:38        |
| 2.             | lirica                  | 5:20        |
| 3.             | storia (Instrumentální) | 3:38        |
| Celková délka: | Celková délka:          | 12:36       |

| Disk 2 (DVD, pouze limitovaná edice) | Disk 2 (DVD, pouze limitovaná edice) | Disk 2 (DVD, pouze limitovaná edice) |
| Pořadí                               | Název                                | Délka                                |
| ------------------------------------ | ------------------------------------ | ------------------------------------ |
| 1.                                   | storia (Videoklip)                   |                                      |

## Hudební žebříčky
| Hudební žebříček               | Nejvyšší umístění | Prodeje | Týdnů v žebříčku | Reference   |
| ------------------------------ | ----------------- | ------- | ---------------- | ----------- |
| Týdenní žebříček singlů Oricon | 15                | 7 093   | 4                | [ 1 ] [ 2 ] |